# 岩山站 (日本)
岩山站（日语：／ Iwayama eki */?）是位於岡山縣新見市上熊谷，西日本旅客鐵道（JR西日本）的姬新線車站。此站距離岩山神社最近，參拜客主要使用此站。

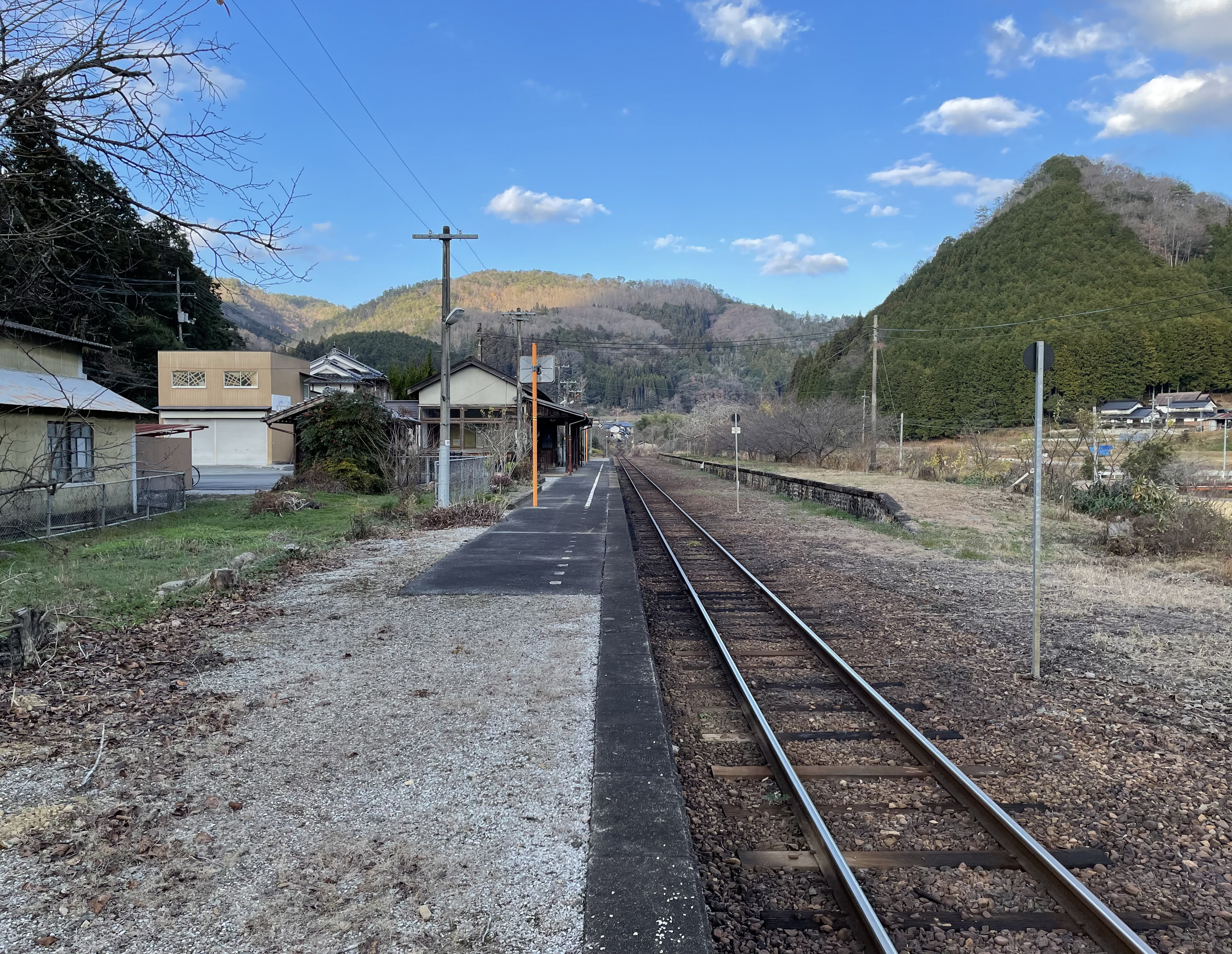
月台（2023年12月）

## 歷史
- 1929年（昭和4年）4月14日 - 作備西線 此站至新見之間開業，此站啟用。
  - 當時車站地址為岡山縣阿哲郡熊谷村（日语：熊谷村）上熊谷（日语：上熊谷）。
- 1930年（昭和5年）12月11日 - 中國勝山至岩山之間開業，津山至新見之間全線開通，作備東線與作備西線合併為作備線，此站成為作備線車站。
- 1936年（昭和11年）10月10日 - 作備線成為姬新線一部分，此站成為姬新線車站。
- 1954年（昭和29年）6月1日 - 隨著新見市（第一次）成立，車站地址變為岡山縣新見市上熊谷。
- 1973年（昭和48年）3月12日 - 成為無人車站。
- 1987年（昭和62年）4月1日 - 伴隨國鐵分割民營化，車站由西日本旅客鐵道（JR西日本）營運。
- 2005年（平成17年）3月31日 - 隨著新見市（第二次）成立，車站地址變為岡山縣新見市上熊谷。

## 車站構造
車站是一座地面車站，設有1面1線的單式月台，新見方向的列車會開啟右邊車門。新見方向和津山方向的列車使用同一月台。曾經此站設有2面2線的相對式月台，現時對面的路軌已經撤走，現時還有月台遺蹟。
此站是由新見站管理的無人車站。車站是一座古老木造車站大樓。

## 使用狀況
以下為近年1日平均乘車人次列表。
| 年度 | 1日平均 乘車人次 |
| ---- | ---------------- |
| 1999 | 36               |
| 2000 | 27               |
| 2001 | 26               |
| 2002 | 20               |
| 2003 | 14               |
| 2004 | 16               |
| 2005 | 14               |
| 2006 | 14               |
| 2007 | 13               |
| 2008 | 6                |
| 2009 | 3                |
| 2010 | 5                |
| 2011 | 4                |
| 2012 | 7                |
| 2013 | 5                |
| 2014 | 6                |
| 2015 | 4                |
| 2016 | 3                |
| 2017 | 6                |
| 2018 | 4                |

此站主要客源是學生和老人為主。車站附近設有熊谷川，在該處可釣到香魚、山女鱒等魚類，使也有釣魚客使用此站。

## 車站周邊

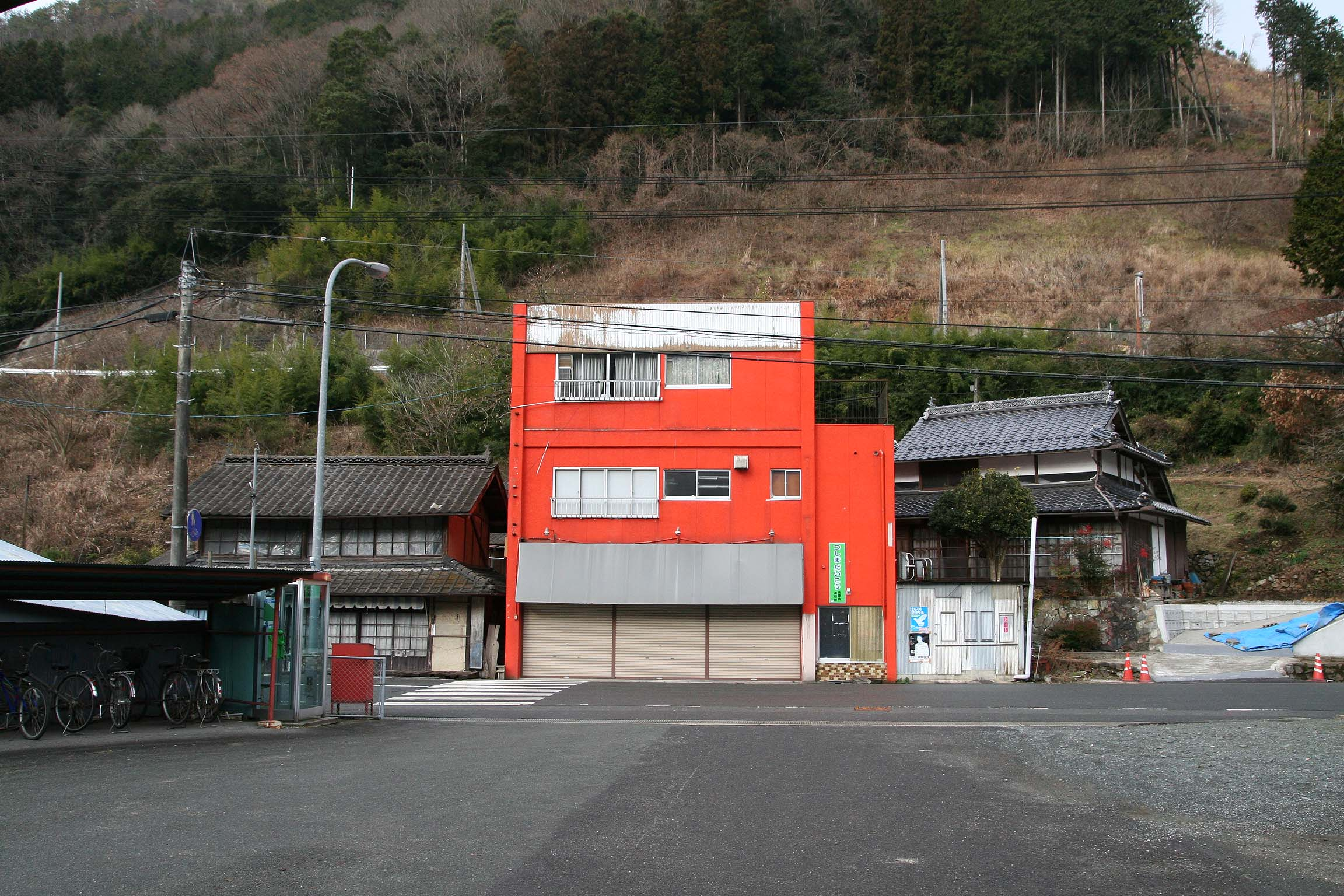
車站周邊（2008年1月3日）

- 新見熊谷郵局
- 新見市立熊谷中學
- 新見市民中心
- 岩山神社（日语：岩山神社 (新見市上熊谷寺元)）

## 相鄰車站
西日本旅客鐵道（JR西日本）
 姬新線
■快速
通過
■普通
丹治部－岩山－新見

## 注腳
1. ↑  岡山縣統計年報 （页面存档备份，存于）（日語）

## 外部連結
- 岩山｜車站資訊：JR出門網 - 西日本旅客鐵道（日語）